# Роґова (Мазовецьке воєводство)
Роґова (пол. Rogowa) — село в Польщі, у гміні Волянув Радомського повіту Мазовецького воєводства.
Населення — 217 осіб (2011).
У 1975-1998 роках село належало до Радомського воєводства.

## Демографія
Демографічна структура станом на 31 березня 2011 року:
|          | Загалом | Допрацездатний вік | Працездатний вік | Постпрацездатний вік |
| -------- | ------- | ------------------ | ---------------- | -------------------- |
| Чоловіки | 110     | 35                 | 67               | 8                    |
| Жінки    | 107     | 36                 | 55               | 16                   |
| Разом    | 217     | 71                 | 122              | 24                   |